# HD 167370
HD 167370，又名BD+38 3113，SAO 66765、HR 6826，是一颗恒星，视星等为6.04，位于銀經65.87，銀緯23.65，其B1900.0坐标为赤經18h 9m 44.6s，赤緯+38° 23.65′ 44″。